# Luc-la-Primaube
Luc-la-Primaube är en kommun i departementet Aveyron i regionen Occitanien i södra Frankrike. Kommunen ligger  i kantonen Rodez-Ouest som ligger i arrondissementet Rodez. År 2022 hade Luc-la-Primaube 6 054 invånare.

## Befolkningsutveckling
Antalet invånare i kommunen Luc-la-Primaube
Referens: INSEE

## Galleri

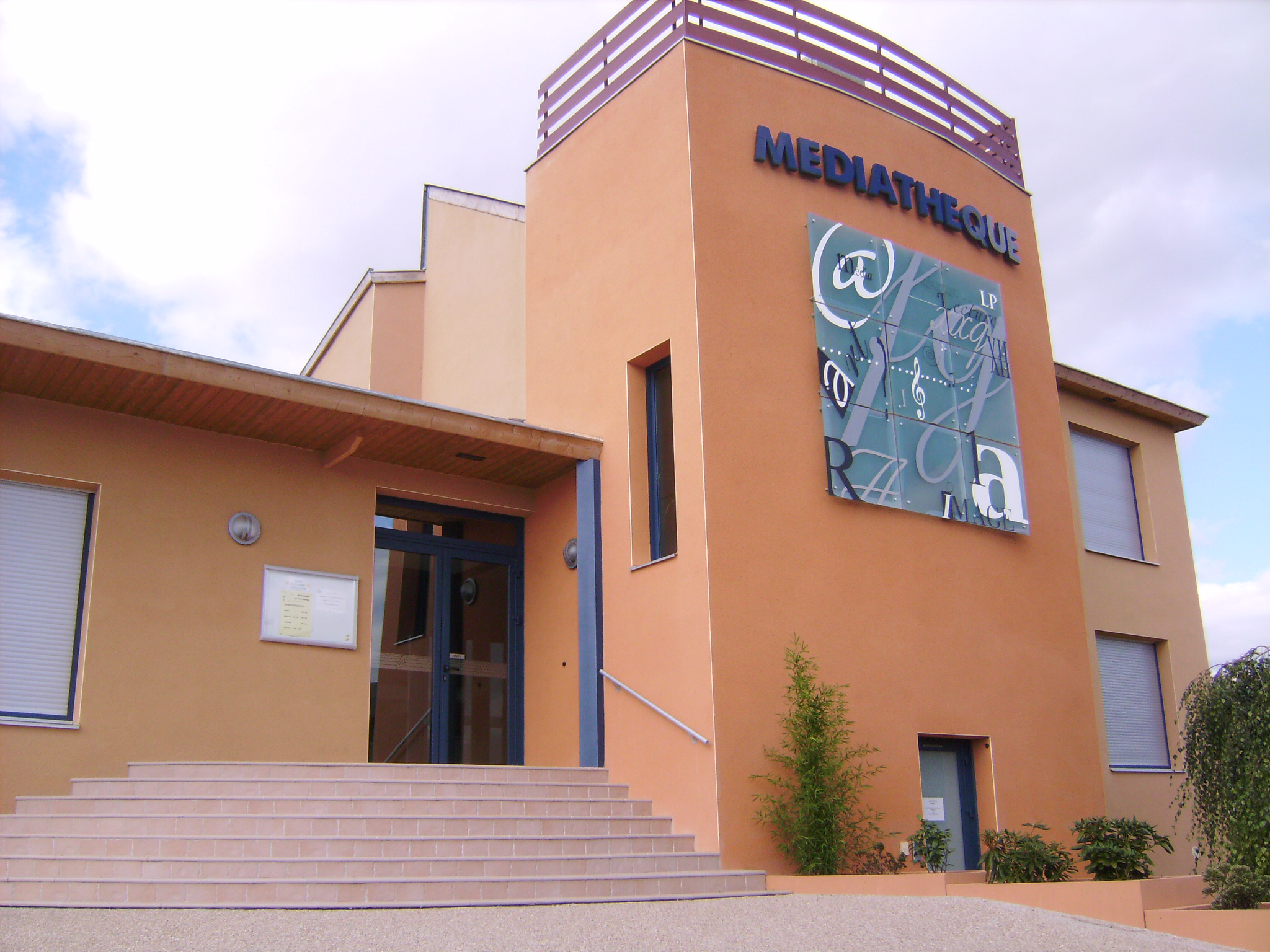
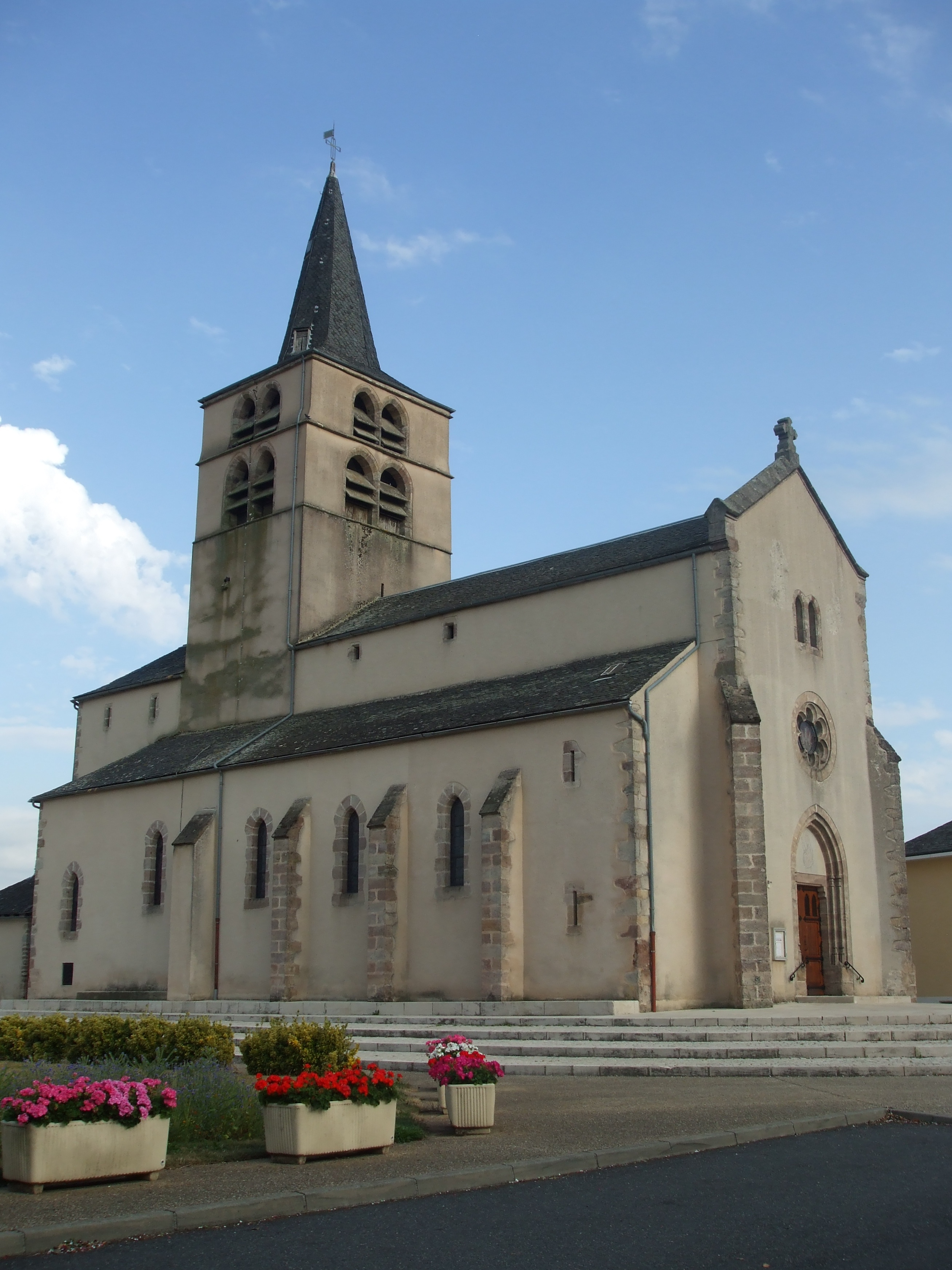
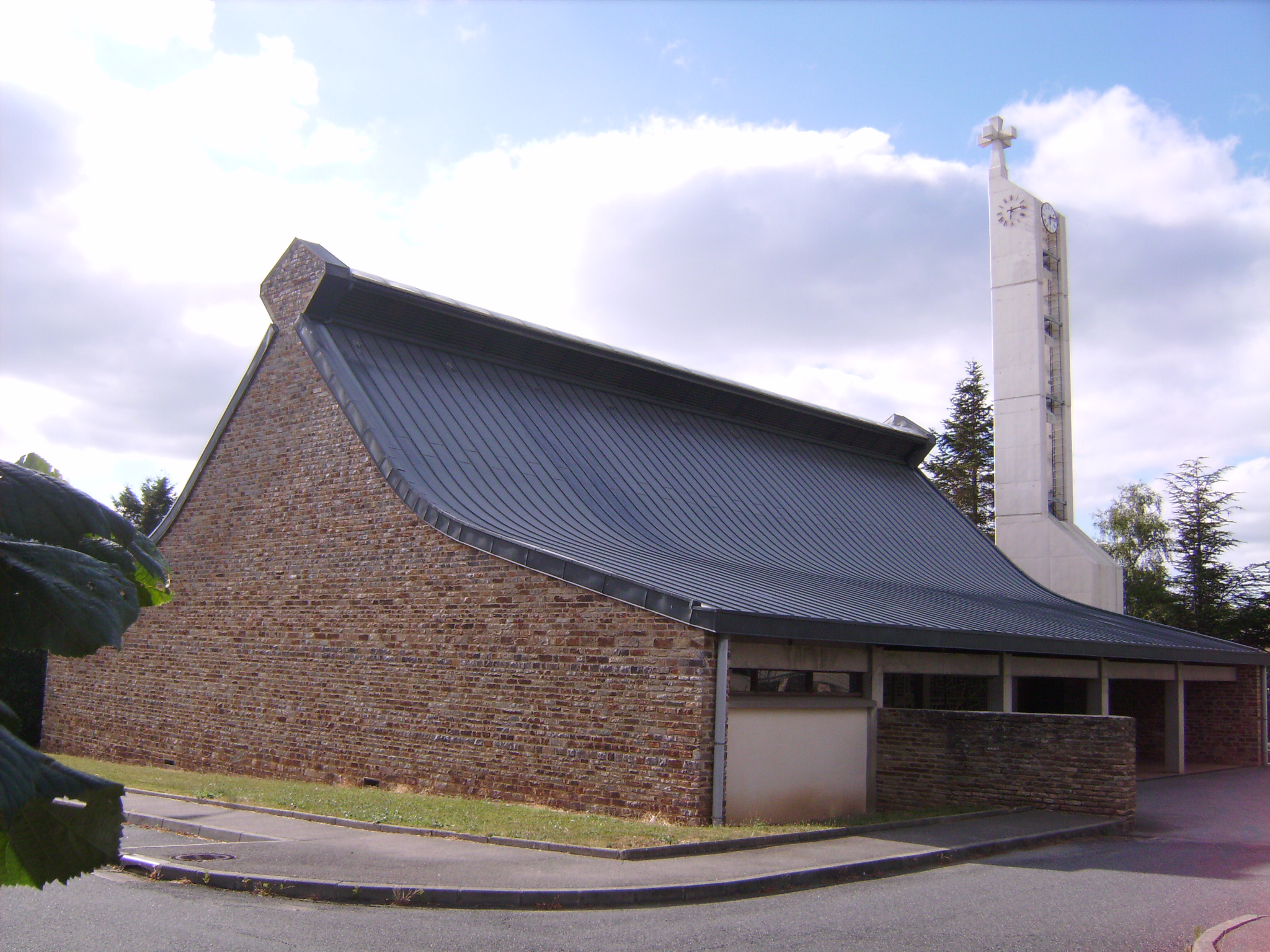
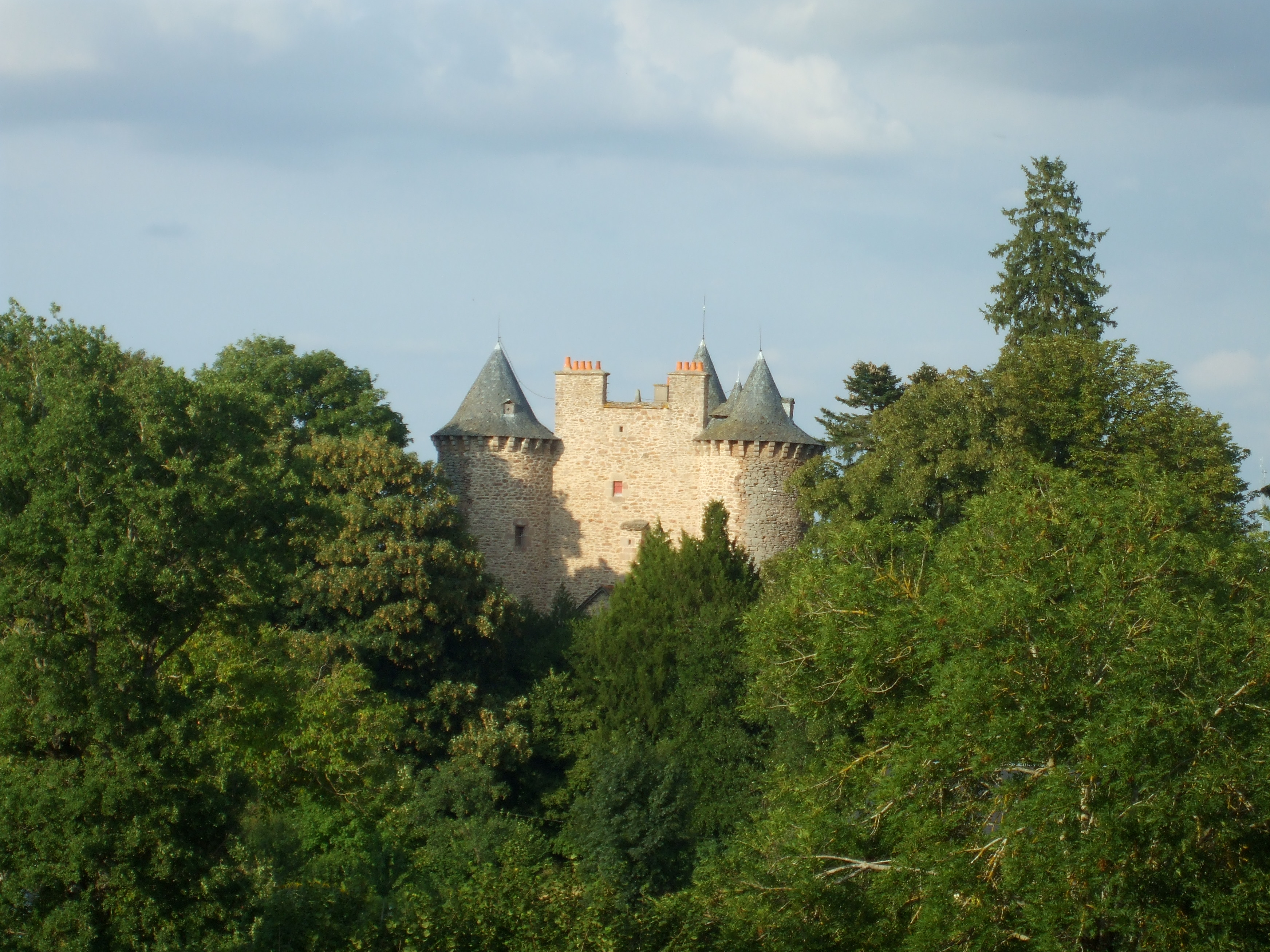
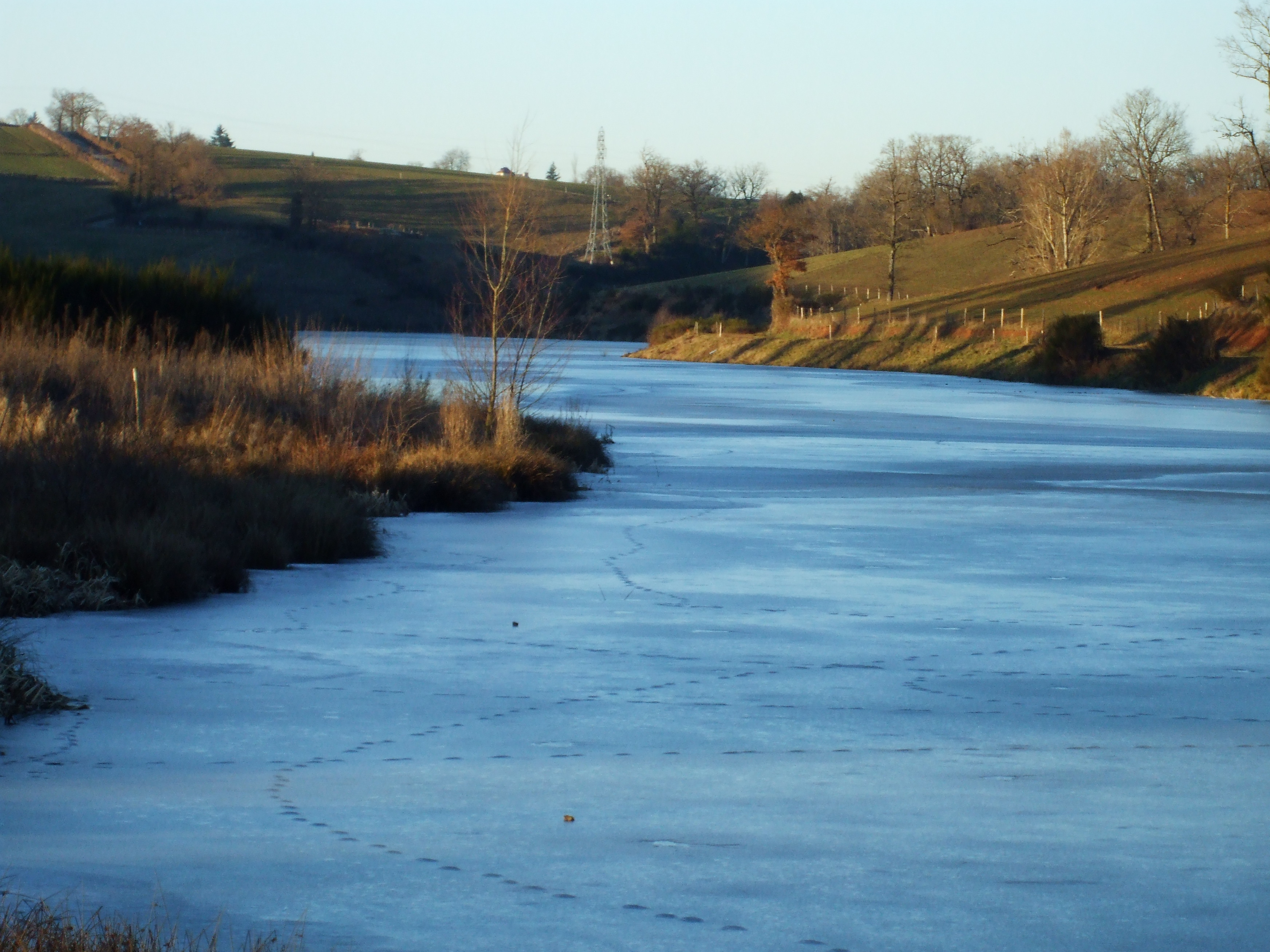